# Villa Capponi (Firenze)

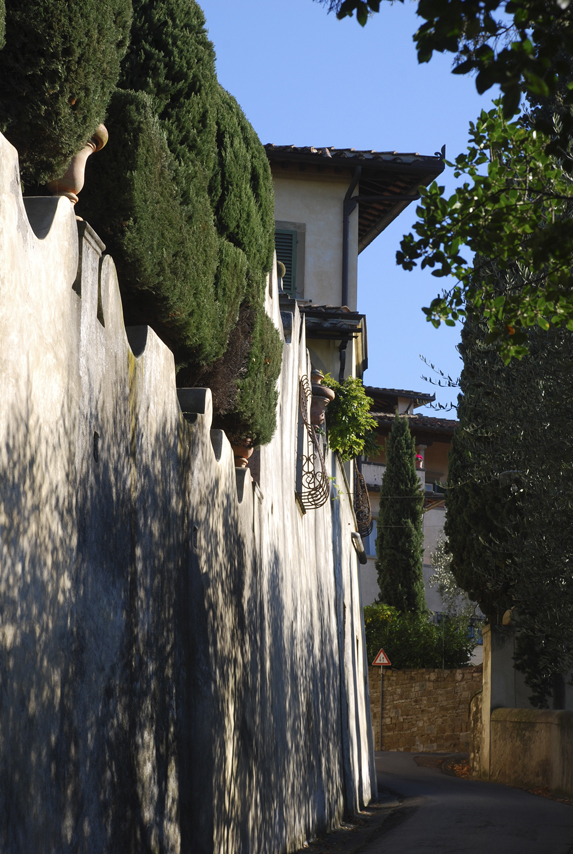
Villa Capponi

Villa Capponi si trova in via Pian dei Giullari, 3 nella località di Arcetri a Firenze.

## Storia
La villa, costruita nel XIV secolo, era originariamente un grandioso palazzo di campagna dotato di torre. Nel 1427 è registrata come di proprietà di un certo Piero di Bartolommeo di Bonaccorso del Popolo di San Pancrazio, poi passò ai Del Nero e il 7 febbraio 1572 venne acquistata dai Capponi, che l'ampliarono e l'arricchirono trasformandola in nobile residenza. Il loro stemma (arme trinciato diviso diagonalmente in due parti, nera e argento) è ancora visibile sopra il portale in facciata.
Nel 1882 viene venduta dal conte Luigi Capponi del ramo delle Rovinate a Lady Scott, figlia del duca di Portland, per la quale furono costruite le due logge, talvolta usate per servire il pranzo o il tè: pare che le colonne provenissero dalle demolizioni del centro cittadino durante il Risanamento di Firenze per la creazione di piazza della Repubblica. Nel 1928 venne ceduta a Henry Clifford ed alla moglie Esther. Henry era il curatore dei dipinti del Philadelphia Museum of Art e la sua fototeca venne donata e si trova oggi a villa I Tatti a Fiesole. I coniugi fecero ricostruire il giardino su progetto di Cecil Pinsent (1930) e vi aggiunsero una cappella, decorata con una Natività di Tommaso di Stefano Lunetti, oggi nella Galleria di palazzo Alberti a Prato.
Il giardino è stato restaurato nel 2002.

## Descrizione
L'edificio, di semplice impianto, è impreziosito dalla due logge ottocentesche. La facciata sulla strada è semplice e dotata verso la discesa di contrafforti, che le danno un aspetto massiccio. Al centro si trova il portale principale ad arco, con cornice in pietra; un portale secondario è sormontato da timpano, mentre quattro finestre inginocchiate si aprono a sinistra. Le altre aperture, profilate da pietra, sono più semplici, di forma rettangolare.

## Giardini

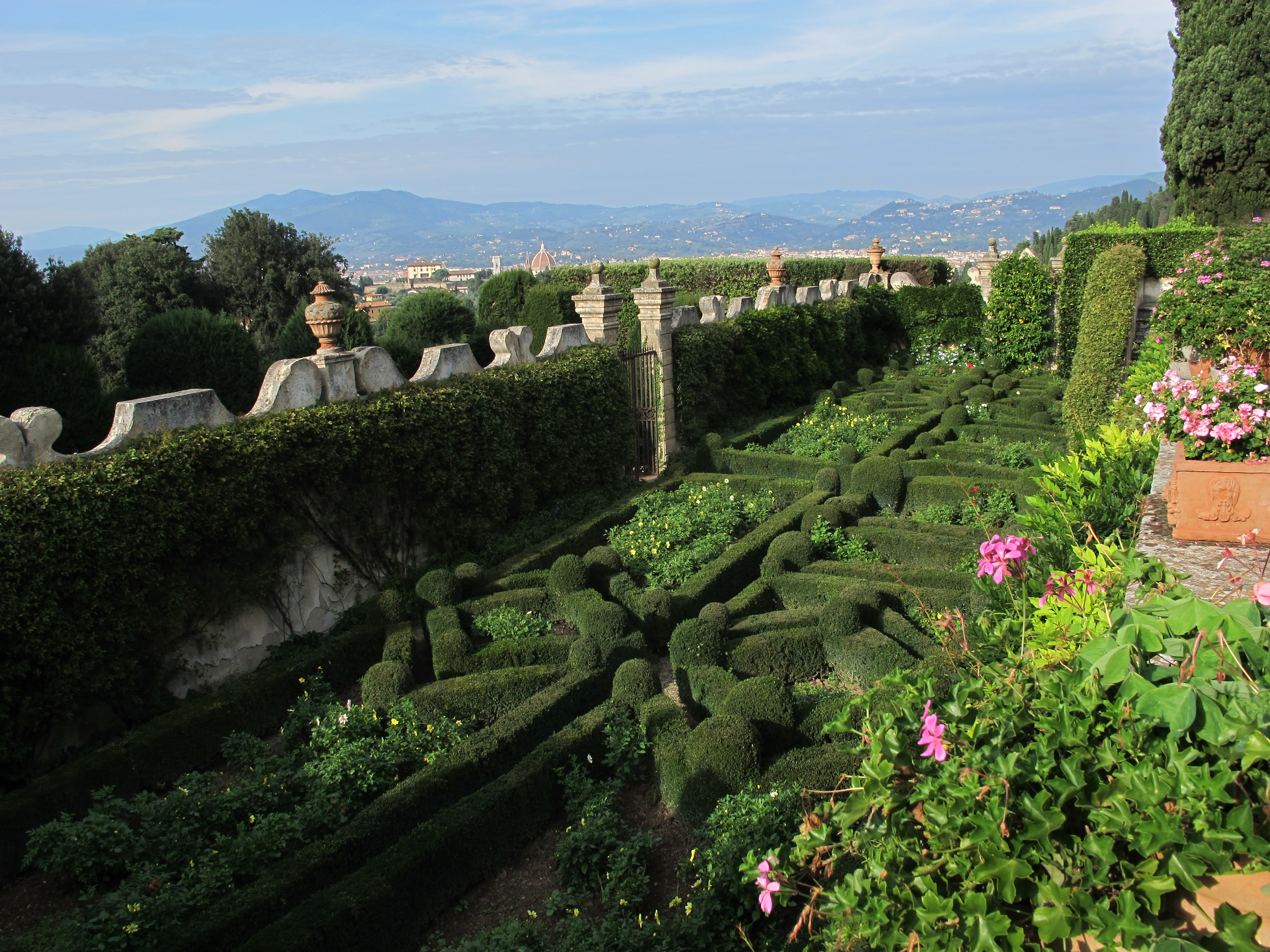
Il giardino segreto

Il giardino, composto da terrazzamenti posti su diversi livelli, si estende lungo il versante della collina di Pian dei Giullari da dove si coglie una vista di notevole bellezza su Firenze, inserendosi all'interno del paesaggio agricolo circostante.
Il giardino è composto da tre livelli, con una terrazza aperta, il giardino vero e proprio e uno spazio murato che fino all'Ottocento era raggiungibile tramite un passaggio sotterraneo.
Il primo terrazzamento, che si apre sul retro della villa, è un'ampia zona a prato che accompagna per tutta la lunghezza la facciata nord, arricchita da un glicine secolare.
Ad est, sullo stesso livello, si entra in un grazioso giardino segreto, a pianta rettangolare, strutturato secondo aiuole geometriche, bordate da siepi in bosso. L'accesso a questo giardino formale, separato dal prato da una siepe di tasso, è segnato da due colonne sormontate da due grifi in terracotta. Ad ovest, posti a quote diverse, si sviluppano due giardini segreti, ornati da parterre in bosso e circondati da alti muri di recinzione incoronati da merli dalla bella incurvatura e da antiche urne in cotto. Al primo, ubicato cinque metri più in basso rispetto alla quota d'imposta della villa, si accede tramite una stretta scala a ridosso del muro di recinzione. Attraverso un cancello in ferro battuto si scende al secondo giardino, al cui centro si trova una bella vasca in pietra con ninfee.
Di recente costruzione è la piscina rettangolare posta ad un livello inferiore e circondata da alti filari di cipressi.
Sulla dimora domina in alto una colombaia risalente all'impianto originario del XIV secolo.

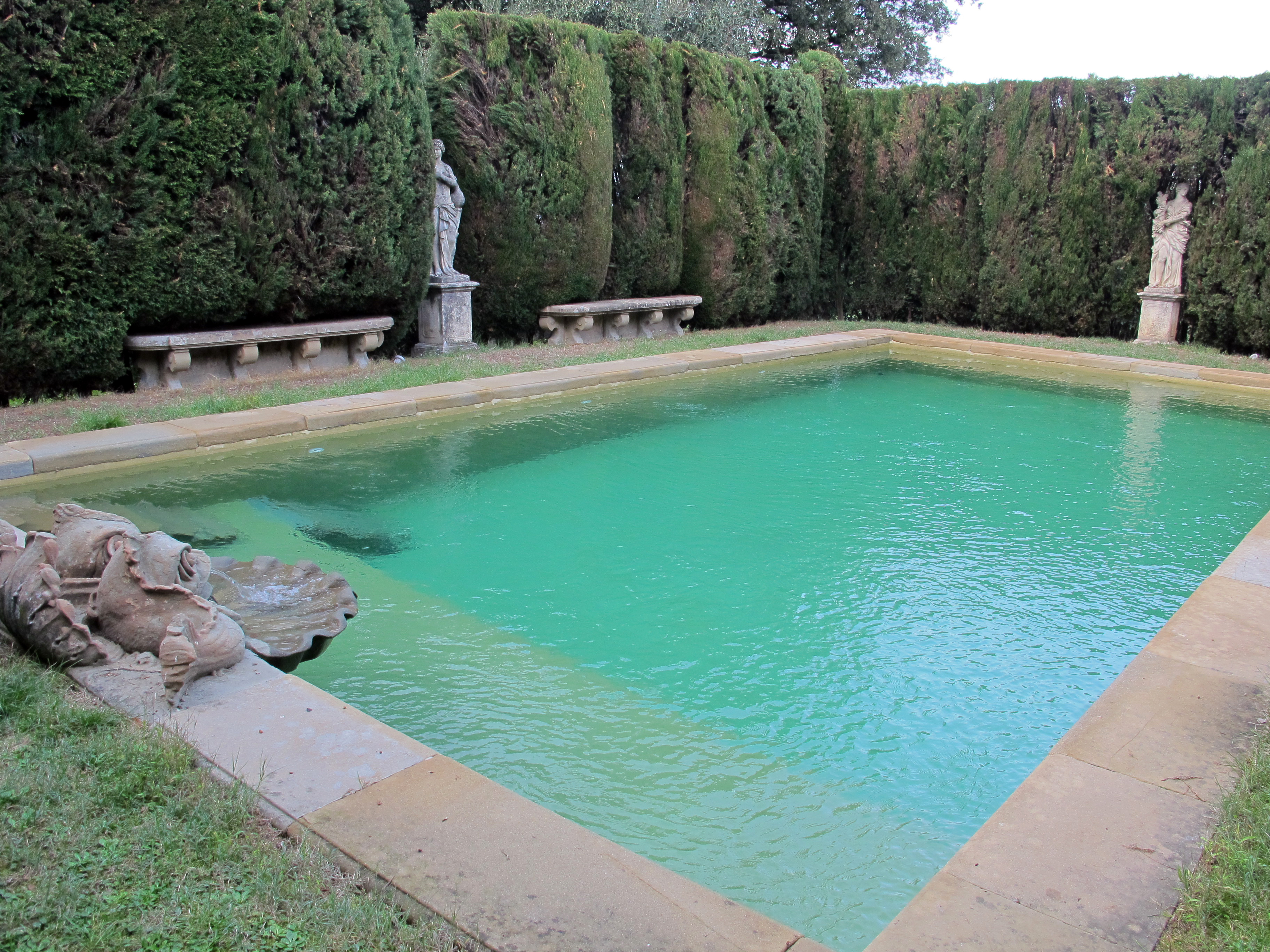
La piscina di Cecil Pinsent